# Etuláin
Etuláin (Etulain en euskera y de forma oficial) es una localidad española y un concejo de la Comunidad Foral de Navarra perteneciente al municipio de Anué. 
Está situado en la Merindad de Pamplona, en la comarca de Ultzamaldea, en el valle de Anué y a 21 km de la capital de la comunidad, Pamplona.
Su población en 2014 fue de 37 habitantes (INE).
Las poblaciones más cercanas son: Olagüe, que está a tan sólo 2,3 km, Egozcue (3,3 km) y Ciaurriz (3,3 km).

## Geografía física

### Situación
La localidad de Etuláin está situada en la parte suroeste del valle de Anué ubicado este en el norte de la Comunidad Foral de Navarra. Su término concejil tiene una superficie de 3,005 km², un perímetro de 7,8 km y limita al norte con los concejos de Echaide y Leazcue, al sur con el de Burutáin, al este con el término de Adorraga y al oeste con el concejo de Guenduláin en el municipio de Odieta.

## Demografía

### Evolución de la población
| Gráfica de evolución demográfica de Etuláin entre 2000 y 2014 |
|                                                               |
| Datos según el nomenclátor publicados por el INE.             |

## Fiestas
- El 26 de diciembre en honor a San Esteban.
- En verano, el primer fin de semana de septiembre.

## Monumentos
- Lavadero del siglo XVIII.
- Puente románico del siglo XIII.